# Platymantis spelaeus
Platymantis spelaeus es una especie de anfibios anuros de la familia Ceratobatrachidae.

## Distribución geográfica
Es endémica de Negros (Filipinas).  

## Estado de conservación
Se encuentra amenazada de extinción por la pérdida de su hábitat natural.